# أب غرمك السفلي (بيش كوه زلاغي)
أب غرمك السفلی (بالفارسية: آب‌گرمک سفلی) هي قرية تقع في إيران في قسم بیش کوه زلاغي الریفي. يقدر عدد سكانها بـ 35 نسمة .